# Markt Einersheim
'
Markt Einersheim' là một đô thị thuộc huyện Kitzingen trong bang Bayern của nước Đức.